# مرجانه
مرجانه روستایی در دهستان زاوه بخش مرکزی شهرستان زاوه استان خراسان رضوی ایران است. بر پایه سرشماری عمومی نفوس و مسکن در سال ۱۳۹۰ جمعیت این روستا ۵۳ نفر (در ۱۷ خانوار) بوده است.